# Gouvernement Stanichev
 (août 2023).
Si vous disposez d'ouvrages ou d'articles de référence ou si vous connaissez des sites web de qualité traitant du thème abordé ici, merci de compléter l'article en donnant les références utiles à sa vérifiabilité et en les liant à la section « Notes et références ».
République de Bulgarie
Sakskobourggotski Borissov I
Le gouvernement Stanichev (en bulgare : Правителство на Сергей Станишев) est le gouvernement de la république de Bulgarie entre le 16 août 2005 et le 27 juillet 2009, durant la quarantième législature de l'Assemblée nationale.

## Historique du mandat
Dirigé par le nouveau Premier ministre social-démocrate Sergueï Stanichev, ce gouvernement est constitué et soutenu par une coalition entre le Parti socialiste bulgare (BSP), le Mouvement national pour la stabilité et le progrès (NDSV) et le Mouvement des droits et des libertés (DPS). Ensemble, ils disposent de 169 députés sur 240, soit 70,4 % des sièges de l'Assemblée nationale.
Il est formé après les élections législatives du 25 juin 2005.
Il succède donc au gouvernement du libéral Siméon Sakskobourggotski, constitué et soutenu par une coalition entre le NDSV, le DPS et Temps nouveaux (NV).

### Formation
Au cours du scrutin, la KZB, dominée par le BSP, se classe en tête tandis que le NDSV, divisant son résultat par plus de deux, est distancé. Le 27 juillet, Stanichev est investi au poste de chef du gouvernement mais ne parvient pas à former un gouvernement minoritaire avec le DPS, l'Assemblée rejetant la structure ministérielle et la liste des ministres qu'il propose.
Après que le NDSV a échoué à former un cabinet et renoncé à présenter un candidat aux fonctions de Premier ministre, le DPS reçoit le dernier mandat pour tenter de constituer un exécutif. Le parti propose la constitution d'une « majorité de troisième voie » (en bulgare : правителството на Тройната коалиция) qui les unirait aux socialistes et aux libéraux. Les trois formations constituent alors une majorité forte de plus des deux tiers des sièges, sous l'autorité de Stanichev.

### Succession
À l'occasion des élections législatives du 5 juillet 2009, la majorité sortante n'obtient que 78 députés, le NDSV étant même exclu de l'Assemblée, faute d'avoir remporté 4 % des voix. Le 27 juillet, le conservateur Boïko Borissov est investi à la tête d'un gouvernement minoritaire, constitué des seuls Citoyens pour le développement européen de la Bulgarie (GERB), prend ses fonctions.

## Composition

### Initiale (17 août 2005)
| Poste                                                                      | Titulaire | Titulaire                                                                     | Parti |
| -------------------------------------------------------------------------- | --------- | ----------------------------------------------------------------------------- | ----- |
| Premier ministre                                                           |           | Sergueï Stanichev                                                             | BSP   |
| Vice-Premier ministre Ministre des Affaires étrangères                     |           | Ivaïlo Kalfin                                                                 | BSP   |
| Vice-Premier ministre Ministre de l'Éducation et de la Science             |           | Daniel Valtchev                                                               | NDSV  |
| Vice-Premier ministre Ministre de la Politique de gestion des catastrophes |           | Emel Etem Tochkova                                                            | DPS   |
| Ministre des Finances                                                      |           | Plamen Orecharski                                                             | Aucun |
| Ministre de l'Intérieur                                                    |           | Roumen Petkov                                                                 | BSP   |
| Ministre de la Justice                                                     |           | Gueorgui Petkanov                                                             | NDSV  |
| Ministre de la Défense                                                     |           | Veselin Bliznakov                                                             | NDSV  |
| Ministre de l'Économie et de l'Énergie                                     |           | Roumen Ovtcharov                                                              | BSP   |
| Ministre du Travail et de la Politique sociale                             |           | Emilia Maslarova                                                              | BSP   |
| Ministre de l'Agriculture et des Forêts                                    |           | Nihat Kabil                                                                   | DPS   |
| Ministre du Développement régional et des Travaux publics                  |           | Assen Gagauzov                                                                | BSP   |
| Ministre des Transports                                                    |           | Peter Moutaftchiev                                                            | BSP   |
| Ministre des Administrations publiques et de la Réforme de l'État          |           | Nikolaï Vassilev                                                              | NDSV  |
| Ministre de l'Environnement et des Eaux                                    |           | Djevdet Chakarov                                                              | DPS   |
| Ministre de la Santé                                                       |           | Radoslav Gaïdarski                                                            | BSP   |
| Ministre de la Culture                                                     |           | Stefan Danaïlov                                                               | BSP   |
| Ministre des Affaires européennes                                          |           | Meglena Kouneva (jusqu'au 21/12/2006) Guergana Passi (à partir du 16/03/2007) | NDSV  |

### Remaniement du18 juillet 2007
- Les nouveaux ministres sont indiqués en gras, ceux ayant changé d'attributions en italique.

| Poste                                                                      | Titulaire | Titulaire          | Parti |
| -------------------------------------------------------------------------- | --------- | ------------------ | ----- |
| Premier ministre                                                           |           | Sergueï Stanichev  | BSP   |
| Vice-Premier ministre Ministre des Affaires étrangères                     |           | Ivaïlo Kalfin      | BSP   |
| Vice-Premier ministre Ministre de l'Éducation et de la Science             |           | Daniel Valtchev    | NDSV  |
| Vice-Premier ministre Ministre de la Politique de gestion des catastrophes |           | Emel Etem Tochkova | DPS   |
| Ministre des Finances                                                      |           | Plamen Orecharski  | Aucun |
| Ministre de l'Intérieur                                                    |           | Roumen Petkov      | BSP   |
| Ministre de la Justice                                                     |           | Miglena Tatcheva   | NDSV  |
| Ministre de la Défense                                                     |           | Veselin Bliznakov  | NDSV  |
| Ministre de l'Économie et de l'Énergie                                     |           | Petar Dimitkov     | BSP   |
| Ministre du Travail et de la Politique sociale                             |           | Emilia Maslarova   | BSP   |
| Ministre de l'Agriculture et de l'Alimentation                             |           | Nihat Kabil        | DPS   |
| Ministre du Développement régional et des Travaux publics                  |           | Assen Gagauzov     | BSP   |
| Ministre des Transports                                                    |           | Peter Moutaftchiev | BSP   |
| Ministre des Administrations publiques et de la Réforme de l'État          |           | Nikolaï Vassilev   | NDSV  |
| Ministre de l'Environnement et des Eaux                                    |           | Djevdet Chakarov   | DPS   |
| Ministre de la Santé                                                       |           | Radoslav Gaïdarski | BSP   |
| Ministre de la Culture                                                     |           | Stefan Danaïlov    | BSP   |
| Ministre des Affaires européennes                                          |           | Guergana Passi     | NDSV  |

### Remaniement du24 avril 2008
- Les nouveaux ministres sont indiqués en gras, ceux ayant changé d'attributions en italique.

| Poste                                                                    | Titulaire | Titulaire            | Parti |
| ------------------------------------------------------------------------ | --------- | -------------------- | ----- |
| Premier ministre                                                         |           | Sergueï Stanichev    | BSP   |
| Vice-Premier ministre Ministre des Affaires étrangères                   |           | Ivaïlo Kalfin        | BSP   |
| Vice-Premier ministre Ministre de l'Éducation et de la Science           |           | Daniel Valtchev      | NDSV  |
| Vice-Premier ministre Ministre des Situations d'urgence                  |           | Emel Etem Tochkova   | DPS   |
| Vice-Premier ministree Chargée de l'Utilisation des Fonds communautaires |           | Meglena Plougtchieva | BSP   |
| Ministre des Finances                                                    |           | Plamen Orecharski    | Aucun |
| Ministre de l'Intérieur                                                  |           | Mihaïl Mikov         | BSP   |
| Ministre de la Justice                                                   |           | Miglena Tatcheva     | NDSV  |
| Ministre de la Défense                                                   |           | Nikolaï Tsonev       | NDSV  |
| Ministre de l'Économie et de l'Énergie                                   |           | Petar Dimitkov       | BSP   |
| Ministre du Travail et de la Politique sociale                           |           | Emilia Maslarova     | BSP   |
| Ministre de l'Agriculture et de l'Alimentation                           |           | Valeri Tsvetanov     | DPS   |
| Ministre du Développement régional et des Travaux publics                |           | Assen Gagauzov       | BSP   |
| Ministre des Transports                                                  |           | Peter Moutaftchiev   | BSP   |
| Ministre des Administrations publiques et de la Réforme de l'État        |           | Nikolaï Vassilev     | NDSV  |
| Ministre de l'Environnement et des Eaux                                  |           | Djevdet Chakarov     | DPS   |
| Ministre de la Santé                                                     |           | Evgenii Jelev        | BSP   |
| Ministre de la Culture                                                   |           | Stefan Danaïlov      | BSP   |
| Ministre des Affaires européennes                                        |           | Guergana Passi       | NDSV  |